# Seynabou Demba
Seynabou Demba es una deportista senegalesa que compitió en taekwondo. Ganó dos medallas en el Campeonato Africano de Taekwondo, en los años 1996 y 2001.

## Palmarés internacional
| Campeonato Africano | Campeonato Africano       | Campeonato Africano | Campeonato Africano |
| Año                 | Lugar                     | Medalla             | Categoría           |
| ------------------- | ------------------------- | ------------------- | ------------------- |
| 1996                | Johannesburgo (Sudáfrica) | Medalla de plata    | –65 kg              |
| 2001                | Dakar (Senegal)           | Medalla de oro      | +72 kg              |